# 機転
| ウィキペディアには「機転」という見出しの百科事典記事はありません（タイトルに「機転」を含むページの一覧/「機転」で始まるページの一覧）。 代わりにウィクショナリーのページ「機転」が役に立つかもしれません。 |